# Кружка пива
«Кружка пива» — немой короткометражный мультфильм режиссёра Эмиля Рейно. Мультфильм состоит из 700 раскрашенных вручную сцен. Премьера прошла в Музее Гревен, Франция в 1892 году.
Один из первых анимационных фильмов в мире. Мультфильм считается утерянным. Не сохранилось ни одной копии фильма. Мультфильм транслировался в Оптическом театре (фр. Théâtre optique). Это самая первая презентация с манипулированием изображением.

## О фильме
Он состоял из 700 индивидуально раскрашенных рисунков размером 6 х 6 см на гибкой ленте длиной 50 метров. Рейно манипулировал скоростью и повторяемостью движений, перемещая пленку вперед и назад через проектор, чтобы рассказать визуальную историю, которая длилась около пятнадцати минут.
Это один из первых анимационных фильмов, когда-либо снятых, и он был первым, который был показан на модифицированном праксиноскопе Рейно, Théâtre Optique, что переводится как «оптический театр».
Наряду с «Клоуном и собачками» написанными в 1890 году, и «Бедным Пьеро», написанным в 1891 году, она была выставлена 28 октября 1892 года, когда Эмиль Рейно открыл свой фантастический кабинет в музее Гревена. Программа была объявлена как Pantomimes Lumineuses (Светящаяся пантомима) и продолжалась до февраля 1894 года. Это были первые анимационные картины, публично выставленные с помощью графических лент. Рено сам провел всю презентацию, манипулируя изображениями.
Это считается утерянным фильмом. Копии не существует, так как Рейно выбросил все свои ленты с фотографиями, кроме двух, в Сену, поскольку в то время страдал от депрессии.